# Bolas de fogo de Naga

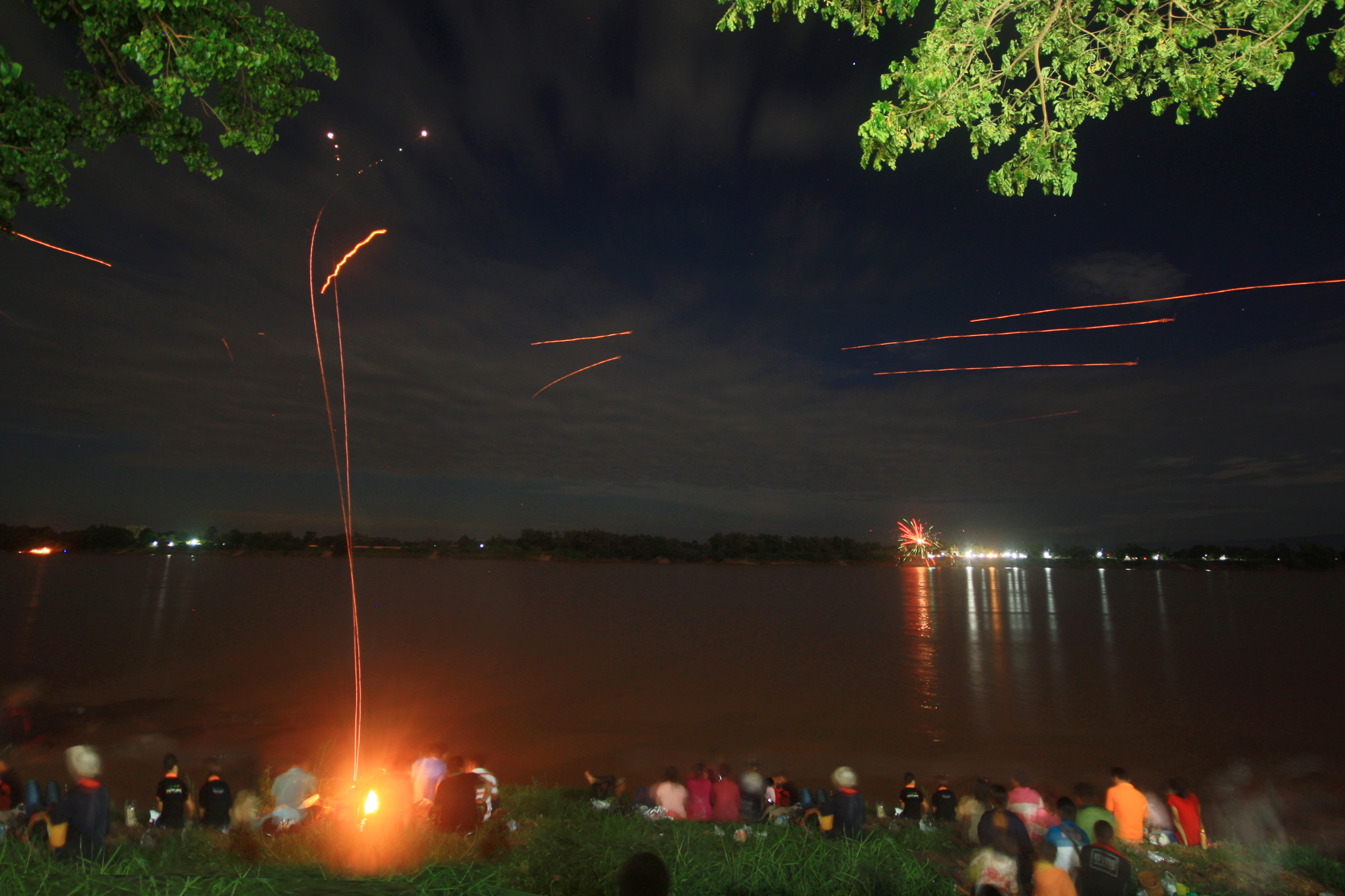
Um exemplo de uma suposta ocorrência das bolas de fogo surgindo

Bolas de fogo de Naga (Tailândes: บั้งไฟ พญานาค), também conhecidos como bung fai paya nak ou luzes de Mekong, é um fenômeno muitas vezes visto no Rio Mekong, na Tailândia. Bolas brilhantes supostamente se elevam naturalmente da água para o ar. As bolas são referidos como sendo avermelhadas e variam em tamanho de alguns brilhos até o tamanho de uma esfera de luz semelhante a bolas de basquete. Eles rapidamente se erguem até algumas centenas de metros antes de desaparecer. O número de bolas de fogo reportadas varia entre dezenas e milhares por noite.  O fenômeno é nomeado após o Phaya Naga, lendárias criaturas parecidas com serpentes que dizem viver no Mekong.

## Descrição
As bolas de fogo são mais frequentemente relatadas durante a noite, no período de Wan Ok Phansa, equivalente ao término da Quaresma Budista no final de outubro.
As bolas de fogo de Naga foram relatadas ao longo de aproximadamente 250 quilômetros de extensão do rio Mekong, com o centro de ocorrência aproximadamente na cidade de Phon Phisai em Amphoe Phon Phisai, ao norte da Tailândia, próximo a fronteira com Laos. Bolas também foram relatadas subindo de rios menores, lagos e lagoas nesta região.

## Explicações
Embora as bolas de fogo são vistos regularmente no rio durante o festival Phayanak, um documentário de 2002 da iTV mostrou soldados de Laos disparando um traçador de munição no ar através do rio do festival. O cético Brian Dunning sugere que seria impossível para qualquer pessoa do outro lado do rio a quase um quilômetro ouvir um tiro, porque levaria 2,5 segundos para o som viajar até os espectadores, e então a platéia, observando o lançamento já teria percebido a luz e começado aplaudindo, abafando o som quando os alcançaria. O biólogo Thai Jessada Denduangboripant analisou imagens de um evento da bola de fogo de Naga e concluiu que o efeito foi causado pelo disparo de pistolas de sinalização do outro lado do rio. 
Alguns indivíduos tentaram explicar cientificamente o fenômeno. Uma explicação é que a bola de fogo é resultado do gás fosfórico inflamável gerado pelo ambiente pantanoso.  Dunning escreve que tais bolas de fogo são muito improváveis de se inflamarem espontaneamente e não permaneceriam acesas ao viajar na velocidade em que as bolas de fogo são vistas, as mesmas explodiriam subitamente, e que não há ciência que possa explicar "as bolas de fogo Naga serem queimadas naturalmente por bolhas de gás metano". 
Uma explicação semelhante envolve um fenômeno semelhante ao plasma, um estado após o aquecimento de um gás. Uma esfera de plasma flutuante livre, criado quando a eletricidade da superfície (por exemplo, de um capacitor) é descarregada em uma solução. No entanto, a maioria dos experimentos de bola de plasma são realizados utilizando capacitores de alta tensão, microondas osciladores, ou fornos de microondas, em vez de em condições naturais.